# Civil Aviation Administration of China
Civil Aviation Administration of China (CAAC) är den kinesiska motsvarigheten till svenska Luftfartsstyrelsen.

## Flygbolaget
Mellan 1949 och 1987 var det även ett flygbolag, som trafikerade både in- och utrikeslinjer. 1987 delades bolaget upp i sex nya bolag: Air China, China Eastern Airlines, China Northern Airlines, China Northwest Airlines, China Southern Airlines och China Southwest Airlines. De nya bolagen namngavs efter den geografiska region i vilken deras högkvarter och deras huvudtrafik verkade.
CAAC flög bland annat flygplan av typen:

- Airbus A310
- Antonov An-12
- Antonov An-24
- Antonov An-26
- Antonov An-30
- BAe 146
- Boeing 707
- Boeing 737-200, -300
- Boeing 747-200, -SP
- Boeing 767
- De Havilland Canada DHC-6 Twin Otter
- Douglas DC-9/MD-80
- Hawker Siddeley Trident
- Iljusjin Il-14
- Iljusjin Il-18
- Iljusjin Il-62
- Lisunov Li-2
- Short 330
- Short 360
- Tupolev Tu-154
- Vickers Viscount